# Sandillon
Sandillon är en kommun i departementet Loiret i regionen Centre-Val de Loire strax norr Frankrikes mitt. Kommunen ligger i kantonen Jargeau som tillhör arrondissementet Orléans. År 2022 hade Sandillon 4 209 invånare.

## Befolkningsutveckling
Antalet invånare i kommunen Sandillon
| Referens: INSEE |